# 月見草平
月見 草平（つきみ そうへい、1977年5月10日 - ）は日本の小説家、ライトノベル作家。

## 人物
広島県呉市出身。広島学院、東京大学大学院工学研究科卒。専攻は数値流体力学。
メーカーの研究職へ就職。長期間に渡る研修に嫌気が差して執筆を始める。
投稿作は「職業もののファンタジーでアピール」というコンセプトに決めていた。どんな職業にするか考えているときに、当時、修士後期に通っていた友人から「じゃあ、鍵屋はどうかね？」と言われたことから、後のデビュー作となる小説の執筆を始める。これが初めて書いた長編小説だった。
2004年第1回MF文庫Jライトノベル新人賞第1次選考にて「ロックスミス！ カルナの冒険」が佳作受賞。2005年第1回MF文庫Jライトノベル新人賞「審査員特別賞」受賞。同年6月「魔法鍵師カルナの冒険」でMF文庫Jからデビュー。
デビュー後、現在まで兼業作家として執筆を続けている。

## 作品リスト
作品名は50音順に掲載。

### MF文庫J
- いもうとがかりシリーズ
  - いもうとがかり ISBN  978-4840142380
  - いもうとがかり 2 ISBN  978-4840143738
  - いもうとがかり 3 ISBN  978-4840145756
- かぐや魔王式!シリーズ
- キスから始まる戦機乙女シリーズ
  - キスから始まる戦機乙女 ISBN 978-4840152365
  - キスから始まる戦機乙女2 ISBN 978-4040660349
  - キスから始まる戦機乙女3 ISBN 978-4040667133
- 桜乃きらほシリーズ
  - 桜乃きらほの魔法医カルテ ISBN 978-4840115414
  - 桜乃きらほの恋愛処方箋 ISBN 978-4840115964
  - 桜乃きらほの夏色救急箱 ISBN 978-4840117463

（尚、刊行されてはいないが、自身のブログ「月見草平の日記」で桜乃きらほシリーズの外伝的な作品が公開されている）
- 姫宮さんの中の人シリーズ
  - 姫宮さんの中の人 ISBN 978-4840118729
  - 姫宮さんの中の人2 夏盛りオレンジシャンプー ISBN 978-4840120449
  - 姫宮さんの中の人3 秋空ミックスアップ ISBN 978-4840121125
  - 姫宮さんの中の人4 学園祭ぶれーぶはーと ISBN 978-4840121958
  - 姫宮さんの中の人5 卒業・オラトリオ ISBN 978-4840123310

（尚、コミックガムにてコミック版が連載された。ワニブックスより刊行され全5巻。作画担当は黒川いづみ）
- 魔法鍵師カルナの冒険シリーズ
  - 魔法鍵師カルナの冒険 ISBN 978-4840112741
  - 魔法鍵師カルナの冒険2 銀髪の少年鍵師 ISBN 978-4840114165
  - 魔法鍵師カルナの冒険3 流転の粉 ISBN 978-4840114721
  - 魔法鍵師カルナの冒険4 世界で一番好きなあなたへ ISBN 978-4840115049
- 輪廻のラグランジェシリーズ

### 一迅社文庫
- 紅蓮の皇女と絶対記憶の黒皇子シリーズ
  - 紅蓮の皇女と絶対記憶の黒皇子 ISBN 978-4758045285
  - 紅蓮の皇女と絶対記憶の黒皇子2 ISBN 978-4758045551
- 恋人にしようと生徒会長そっくりの女の子を錬成してみたら、オレが下僕になっていましたシリーズ
- まなかみ! ISBN 978-4758041669